# Order Budowniczych Polski Ludowej
Order Budowniczych Polski Ludowej – polskie odznaczenie cywilne (order), najwyższe odznaczenie państwowe Polski Ludowej.
Order Budowniczych Polski Ludowej został ustanowiony przez Sejm Ustawodawczy ustawą z dnia 2 lipca 1949 r. w celu „nagrodzenia wyjątkowych zasług położonych dla dzieła budowy Polski Ludowej”, a na mocy ustawy z dnia 17 lutego 1960 r. stał się on najwyższym odznaczeniem państwowym PRL, zastępując w tej randze formalnie zniesiony wówczas Order Orła Białego.

## Zasady nadawania
W myśl ustawy, Orderem Budowniczych Polski Ludowej mogli być wyróżnieni obywatele polscy, którzy szczególnie zasłużyli się dla budowy Polski Ludowej wybitną działalnością lub wybitnymi czynami w dziedzinach:
- rozwoju gospodarki narodowej, zwłaszcza przez: dokonanie wynalazków, usprawnienie pracy lub ulepszenie metod pracy – jeżeli to ma poważne znaczenie ekonomiczne – inicjowanie współzawodnictwa albo przodownictwa pracy,
- oświaty, nauki, kultury i sztuki,
- podniesienia obronności kraju,
- podniesienia zdrowotności i kultury fizycznej narodu,
- służby publicznej.

Orderem mogły być również wyróżniane przedsiębiorstwa, instytucje i jednostki terytorialne. Order mógł być nadawany tylko jeden raz tej samej osobie. Nadawała go Rada Państwa (do 1952 Prezydent Rzeczypospolitej Polskiej).
Ustawą z 17 lutego 1960 o orderach i odznaczeniach inaczej zredagowano statut orderu. W jej myśl, Order Budowniczych Polskiej Ludowej mógł być nadany obywatelom polskim, którzy położyli szczególnie wybitne zasługi w dziele budowy Polski Ludowej, zwłaszcza w dziedzinach:
- działalności państwowej lub społecznej,
- gospodarki narodowej,
- oświaty, nauki, kultury i sztuki,
- ochrony zdrowia,
- umocnienia obronności Państwa.

Order został zniesiony ustawą z dnia 16 października 1992, jednak nie był już nadawany od 1985.

## Odznaczeni
Pierwsze nadanie Orderu Budowniczych Polski Ludowej miało miejsce 22 lipca 1949 roku, otrzymało je wtedy osiem osób, głównie przodownicy pracy: Wincenty Pstrowski (górnik, pośmiertnie), gen. broni Karol Świerczewski (pośmiertnie), Franciszek Apryas (górnik), Xawery Dunikowski, Franciszek Fiedler, Wanda Gościmińska (włókniarka), Michał Krajewski (murarz) i Stanisław Mazur (rolnik).
W późniejszym okresie otrzymywali je głównie działacze PZPR i przodownicy pracy, lecz także osoby zasłużone dla kultury lub nauki. Order otrzymali m.in. gen. broni Józef Baryła, gen. broni Zygmunt Berling, Bolesław Bierut, Władysław Broniewski, Józef Cyrankiewicz, Halina Czerny-Stefańska, Bohdan Czeszko, Wiktor Dega, Jan Dobraczyński, Stanisław Ryszard Dobrowolski, Arkady Fiedler, Felicja Fornalska, Natalia Gąsiorowska, Władysław Gomułka, gen. dyw. Mieczysław Grudzień, Stanisław Gucwa, gen. dyw. Zygmunt Huszcza, Maria Iskra, Jarosław Iwaszkiewicz, Henryk Jabłoński, Witold Jarosiński, gen. armii Wojciech Jaruzelski, Sylwester Karczmarek, Tadeusz Kotarbiński, Władysław Krasnowiecki, Leon Kruczkowski, Stanisław Kulczyński, Oskar Lange, Stanisław Lorentz, Witold Lutosławski, Juliusz Malewski, Mieczysław Moczar, Edward Ochab, Edmund Jan Osmańczyk, Jerzy Putrament, marsz. Polski Konstanty Rokossowski, Włodzimierz Sokorski, Ludwik Solski, marsz. Polski Marian Spychalski, Stanisława Świderska, Czesław Wycech, Piotr Zaremba, gen. dyw. Aleksander Zawadzki, Wojciech Żukrowski, marsz. Polski Michał Rola-Żymierski.
Orderem wyróżniono także: województwo katowickie (1960), miasto Łódź (1960), Wrocław (1965), Kraków i województwo krakowskie (1966), Poznań i województwo poznańskie (1966) oraz Warszawę (1970). W 1974 udekorowano orderem sztandar Związku Bojowników o Wolność i Demokrację (tym samym ZBoWiD odznaczono tym orderem jako pierwsze stowarzyszenie wyższej użyteczności).
18 lipca 1964 w warszawskim Belwederze Władysław Gomułka udekorował 33 osoby Orderem Budowniczych Polski Ludowej. Łącznie do 1984 nadano 305 Orderów Budowniczych Polski Ludowej osobom oraz 6 miastom i województwom, a także organizacji ZBoWiD. Najwięcej nadano ich w 1974 – 56 orderów.

## Lista odznaczonych[12]
| Odznaczony                                | Data nadania                        |
| ----------------------------------------- | ----------------------------------- |
| Franciszek Apryas                         | 22 lipca 1949(dts)                  |
| Xawery Dunikowski                         | 22 lipca 1949(dts)                  |
| Franciszek Fiedler                        | 22 lipca 1949(dts)                  |
| Wanda Gościmińska                         | 22 lipca 1949(dts)                  |
| Michał Krajewski                          | 22 lipca 1949(dts)                  |
| Stanisław Mazur                           | 22 lipca 1949(dts)                  |
| Wincenty Pstrowski                        | 22 lipca 1949(dts) (pośmiertnie)    |
| Karol Świerczewski                        | 22 lipca 1949(dts) (pośmiertnie)    |
| Konstanty Rokossowski                     | 22 grudnia 1951(dts)                |
| Bolesław Bierut                           | 18 kwietnia 1952(dts)               |
| Ludwik Solski                             | 5 czerwca 1954(dts)                 |
| Zygmunt Modzelewski                       | 18 czerwca 1954(dts) (pośmiertnie)  |
| Szczepan Błaut                            | 22 lipca 1954(dts)                  |
| Józef Cyrankiewicz                        | 22 lipca 1954(dts)                  |
| Jan Dembowski                             | 22 lipca 1954(dts)                  |
| Maria Iskra                               | 22 lipca 1954(dts)                  |
| Helena Jaworska-Werner                    | 22 lipca 1954(dts)                  |
| Franciszek Jóźwiak                        | 22 lipca 1954(dts)                  |
| Leon Kruczkowski                          | 22 lipca 1954(dts)                  |
| Jan Łyko                                  | 22 lipca 1954(dts)                  |
| Hilary Minc                               | 22 lipca 1954(dts)                  |
| Lucjan Rudnicki                           | 22 lipca 1954(dts)                  |
| Jan Sendek                                | 22 lipca 1954(dts)                  |
| Antoni Surynowicz                         | 22 lipca 1954(dts)                  |
| Aleksander Zawadzki                       | 22 lipca 1954(dts)                  |
| Cezary Lubiński                           | 19 lipca 1955(dts)                  |
| Józef Mitręga                             | 19 lipca 1955(dts)                  |
| Władysław Broniewski                      | 25 lipca 1955(dts)                  |
| Natalia Gąsiorowska                       | 19 października 1956(dts)           |
| Józef Cebulski                            | 22 lipca 1959(dts)                  |
| Adolf Domżoł                              | 10 listopada 1959(dts)              |
| Władysław Gomułka                         | 22 lipca 1959(dts)                  |
| Maria Grzegorzewska                       | 22 lipca 1959(dts)                  |
| Marian Kobyliński                         | 10 listopada 1959(dts)              |
| Tadeusz Kotarbiński                       | 22 lipca 1959(dts)                  |
| Władysław Matys                           | 22 lipca 1959(dts)                  |
| Stanisław Miłostan                        | 10 listopada 1959(dts)              |
| Stefan Nowak                              | 10 listopada 1959(dts)              |
| Władysław Plaskura                        | 22 lipca 1959(dts)                  |
| Piotr Teliżyn                             | 22 lipca 1959(dts)                  |
| Karol Waduła                              | 10 listopada 1959(dts)              |
| Czesław Wycech                            | 22 lipca 1959(dts)                  |
| Jerzy Ziętek                              | 22 lipca 1959(dts)                  |
| Alfred Fiderkiewicz                       | 10 listopada 1959(dts)              |
| Województwo katowickie                    | 19 stycznia 1960(dts)               |
| Michalina Tatarkówna-Majkowska            | 8 marca 1960(dts)                   |
| Łódź                                      | 14 października 1960(dts)           |
| Edward Ochab                              | 12 listopada 1961(dts)              |
| Marian Spychalski                         | 6 grudnia 1961(dts)                 |
| Ostap Dłuski                              | 30 października 1962(dts)           |
| Edward Gierek                             | 5 stycznia 1963(dts)                |
| Jarosław Iwaszkiewicz                     | 19 lutego 1964(dts)                 |
| Edmund Apolinarski                        | 18 lipca 1964(dts)                  |
| Paweł Badura                              | 18 lipca 1964(dts)                  |
| Konstanty Dąbrowski                       | 18 lipca 1964(dts)                  |
| Józef Dechnik                             | 18 lipca 1964(dts)                  |
| Wiktor Dega                               | 18 lipca 1964(dts)                  |
| Marcin Forycki                            | 18 lipca 1964(dts)                  |
| Władysław Grabowski                       | 18 lipca 1964(dts)                  |
| Janusz Groszkowski                        | 18 lipca 1964(dts)                  |
| Henryk Jabłoński                          | 18 lipca 1964(dts)                  |
| Stefan Jędrychowski                       | 18 lipca 1964(dts)                  |
| Sylwester Karczmarek                      | 18 lipca 1964(dts)                  |
| Zenon Kliszko                             | 18 lipca 1964(dts)                  |
| Bohdan Kołomyjski                         | 18 lipca 1964(dts)                  |
| Antoni Kowalski                           | 18 lipca 1964(dts)                  |
| Władysław Krasnowiecki                    | 18 lipca 1964(dts)                  |
| Aleksander Krupkowski                     | 18 lipca 1964(dts)                  |
| Stanisław Kulczyński                      | 18 lipca 1964(dts)                  |
| Oskar Lange                               | 18 lipca 1964(dts)                  |
| Ignacy Loga-Sowiński                      | 18 lipca 1964(dts)                  |
| Julian Malewski                           | 18 lipca 1964(dts)                  |
| Jerzy Mierzejewski                        | 18 lipca 1964(dts)                  |
| Mieczysław Moczar                         | 18 lipca 1964(dts)                  |
| Zenon Nowak                               | 18 lipca 1964(dts)                  |
| Emil Pecel                                | 18 lipca 1964(dts)                  |
| Bolesław Podedworny                       | 18 lipca 1964(dts)                  |
| Adam Rapacki                              | 18 lipca 1964(dts)                  |
| Józefa Sima                               | 18 lipca 1964(dts)                  |
| Jan Strzelczyk                            | 18 lipca 1964(dts)                  |
| Julian Tokarski                           | 18 lipca 1964(dts)                  |
| Stanisław Turski                          | 18 lipca 1964(dts)                  |
| Czesław Waryszak                          | 18 lipca 1964(dts)                  |
| Henryk Węgrzyn                            | 18 lipca 1964(dts)                  |
| Paweł Wojas                               | 18 lipca 1964(dts)                  |
| Wrocław                                   | 8 maja 1965(dts)                    |
| Stanisław Pawłowski                       | 8 lutego 1966(dts)                  |
| Juliusz Podgórski                         | 8 lutego 1966(dts)                  |
| Bolesław Rumiński                         | 8 lutego 1966(dts)                  |
| Poznań i województwo poznańskie           | 16 kwietnia 1966(dts)               |
| Kraków i województwo krakowskie           | 6 maja 1966(dts)                    |
| Piotr Jaroszewicz                         | 18 lipca 1969(dts)                  |
| Wojciech Jaruzelski                       | 18 lipca 1969(dts)                  |
| Bolesław Jaszczuk                         | 18 lipca 1969(dts)                  |
| Lech Kobyliński                           | 18 lipca 1969(dts)                  |
| Antoni Korzycki                           | 18 lipca 1969(dts)                  |
| Eugenia Krassowska                        | 18 lipca 1969(dts)                  |
| Władysław Kruczek                         | 18 lipca 1969(dts)                  |
| Stanisław Lorentz                         | 18 lipca 1969(dts)                  |
| Marian Morawski                           | 18 lipca 1969(dts)                  |
| Antoni Rogucki                            | 18 lipca 1969(dts)                  |
| Ryszard Strzelecki                        | 18 lipca 1969(dts)                  |
| Mieczysław Jagielski                      | 4 września 1969(dts)                |
| miasto stołeczne Warszawa                 | 15 stycznia 1970(dts)               |
| Michał Rola-Żymierski                     | 4 września 1970(dts)                |
| Edward Markowski                          | 1 kwietnia 1971(dts)                |
| Mieczysław Nowak                          | 1 kwietnia 1971(dts)                |
| Mieczysław Pietrzak                       | 1 maja 1971(dts)                    |
| Marceli Tritt                             | 1 maja 1971(dts)                    |
| Wiktor Wierzbicki                         | 1 maja 1971(dts)                    |
| Henryk Bielecki                           | 22 lipca 1971(dts)                  |
| Felicjan Dembiński                        | 22 lipca 1971(dts)                  |
| Władysław Katuszewski                     | 22 lipca 1971(dts)                  |
| Tadeusz Kulisiewicz                       | 22 lipca 1971(dts)                  |
| Jadwiga Lewecka                           | 22 lipca 1971(dts)                  |
| Szymon Pietrzak                           | 22 lipca 1971(dts)                  |
| Stanisław Poczesny                        | 22 lipca 1971(dts)                  |
| Wacław Rózga                              | 22 lipca 1971(dts)                  |
| Alfons Skowroński                         | 22 lipca 1971(dts)                  |
| Michał Specjał                            | 22 lipca 1971(dts)                  |
| Ludwik Spruch                             | 22 lipca 1971(dts)                  |
| Stanisława Świderska                      | 22 lipca 1971(dts)                  |
| Józef Tkaczow                             | 22 lipca 1971(dts)                  |
| Kiejstut Żemaitis                         | 22 lipca 1971(dts)                  |
| Aleksander Gajkowicz                      | 1 września 1971(dts)                |
| Józef Chrząszcz                           | 4 grudnia 1971(dts)                 |
| Józef Kaczmarczyk                         | 4 grudnia 1971(dts)                 |
| Tytus Kaszuba                             | 4 grudnia 1971(dts)                 |
| Marian Korpacki                           | 4 grudnia 1971(dts)                 |
| Karol Krupa                               | 4 grudnia 1971(dts)                 |
| Jan Mitręga                               | 4 grudnia 1971(dts)                 |
| Romuald Cebertowicz                       | 20 lipca 1972(dts)                  |
| Felicja Fornalska                         | 20 lipca 1972(dts)                  |
| Henryk Jaroszyk                           | 20 lipca 1972(dts)                  |
| Jan Klecha                                | 20 lipca 1972(dts)                  |
| Franciszek Łęczycki                       | 20 lipca 1972(dts)                  |
| Stefan Misiaszek                          | 20 lipca 1972(dts)                  |
| Teodor Musiał                             | 20 lipca 1972(dts)                  |
| Edmund Osmańczyk                          | 20 lipca 1972(dts)                  |
| Władysław Postolski                       | 20 lipca 1972(dts)                  |
| Lech Wierusz                              | 20 lipca 1972(dts)                  |
| Grzegorz Wojciechowski                    | 20 lipca 1972(dts)                  |
| Piotr Zaremba                             | 20 lipca 1972(dts)                  |
| Maria Zientara-Malewska                   | 20 lipca 1972(dts)                  |
| Wiktor Zyziak                             | 20 lipca 1972(dts)                  |
| Związek Bojowników o Wolność i Demokrację | 21 lipca 1974(dts)                  |
| Województwo lubelskie                     | 21 lipca 1974(dts)                  |
| Władysław Adamczyk                        | 22 lipca 1974(dts)                  |
| Zygmunt Berling                           | 22 lipca 1974(dts)                  |
| Józef Cichowłas                           | 22 lipca 1974(dts)                  |
| Jan Dąb-Kocioł                            | 22 lipca 1974(dts)                  |
| Paweł Dąbek                               | 22 lipca 1974(dts)                  |
| Ludwik Drożdż                             | 22 lipca 1974(dts)                  |
| Stanisław Germałowicz                     | 22 lipca 1974(dts)                  |
| Roman Gesing                              | 22 lipca 1974(dts)                  |
| Kornel Gibiński                           | 22 lipca 1974(dts)                  |
| Stanisław Grudzień                        | 22 lipca 1974(dts)                  |
| Zdzisław Grudzień                         | 22 lipca 1974(dts)                  |
| Stanisław Grzeszczak                      | 22 lipca 1974(dts)                  |
| Stanisław Gucwa                           | 22 lipca 1974(dts)                  |
| Ryszard Hajduk                            | 22 lipca 1974(dts)                  |
| Juliusz Hebel                             | 22 lipca 1974(dts)                  |
| Witold Jarosiński                         | 22 lipca 1974(dts)                  |
| Zofia Jaworska-Kowalska                   | 22 lipca 1974(dts)                  |
| Bronisław Juźków                          | 22 lipca 1974(dts)                  |
| Bronisław Kania                           | 22 lipca 1974(dts)                  |
| Józef Konzak                              | 22 lipca 1974(dts)                  |
| Henryk Korotyński                         | 22 lipca 1974(dts)                  |
| Józef Kremblewski                         | 22 lipca 1974(dts)                  |
| Stanisław Kudła                           | 22 lipca 1974(dts)                  |
| Jan Lembas                                | 22 lipca 1974(dts)                  |
| Henryk Łowmiański                         | 22 lipca 1974(dts)                  |
| Marian Mięsowicz                          | 22 lipca 1974(dts)                  |
| Jan Niedźwiadek                           | 22 lipca 1974(dts)                  |
| Jerzy Olszewski                           | 22 lipca 1974(dts)                  |
| Kazimierz Olszewski                       | 22 lipca 1974(dts)                  |
| Kazimierz Opaliński                       | 22 lipca 1974(dts)                  |
| Stanisław Pawlak                          | 22 lipca 1974(dts)                  |
| Ernest Pischinger                         | 22 lipca 1974(dts)                  |
| Stefan Poznański                          | 22 lipca 1974(dts)                  |
| Michał Puchacz                            | 22 lipca 1974(dts)                  |
| Jerzy Putrament                           | 22 lipca 1974(dts)                  |
| Genowefa Ruszkowska                       | 22 lipca 1974(dts)                  |
| Kazimierz Secomski                        | 22 lipca 1974(dts)                  |
| Władysław Skorek                          | 22 lipca 1974(dts)                  |
| Roman Stachoń                             | 22 lipca 1974(dts)                  |
| Wacław Staniszewski                       | 22 lipca 1974(dts)                  |
| Witold Starkiewicz                        | 22 lipca 1974(dts)                  |
| Zygmunt Stępień                           | 22 lipca 1974(dts)                  |
| Henryk Szafrański                         | 22 lipca 1974(dts)                  |
| Jan Szczepański                           | 22 lipca 1974(dts)                  |
| Jerzy Szuba                               | 22 lipca 1974(dts)                  |
| Czesław Szymański                         | 22 lipca 1974(dts)                  |
| Eugeniusz Szyr                            | 22 lipca 1974(dts)                  |
| Włodzimierz Trzebiatowski                 | 22 lipca 1974(dts)                  |
| gen. broni Józef Urbanowicz               | 22 lipca 1974(dts)                  |
| Jan Wende                                 | 22 lipca 1974(dts)                  |
| Tomasz Wiśniewski                         | 22 lipca 1974(dts)                  |
| Władysław Witek                           | 22 lipca 1974(dts)                  |
| Czesław Zapart                            | 22 lipca 1974(dts)                  |
| Kazimierz Żychliński                      | 22 lipca 1974(dts)                  |
| Andrzej Werblan                           | 29 października 1974(dts)           |
| gen. brygady Stanisław Kowalczyk          | 10 grudnia 1974(dts)                |
| Jan Rutkowski                             | 24 lutego 1975(dts)                 |
| Jakub Dąbski                              | 12 kwietnia 1975(dts)               |
| Jan Szydlak                               | 20 listopada 1975(dts)              |
| Wilhelm Szewczyk                          | 31 grudnia 1975(dts)                |
| Kazimierz Kuratowski                      | 15 stycznia 1976(dts)               |
| Wojciech Żukrowski                        | 16 kwietnia 1976(dts)               |
| Jerzy Kucharczyk                          | 29 kwietnia 1976(dts)               |
| Wincenty Kraśko                           | 26 maja 1976(dts)                   |
| Franciszek Księżarczyk                    | 1 grudnia 1976(dts)                 |
| Franciszek Kaim                           | 11 grudnia 1976(dts)                |
| Kazimierz Barcikowski                     | 7 marca 1977(dts)                   |
| Stanisław Kania                           | 7 marca 1977(dts)                   |
| Edward Babiuch                            | 21 lipca 1977(dts)                  |
| Stanisław Dobrowolski                     | 21 lipca 1977(dts)                  |
| Antoni Gładysz                            | 21 lipca 1977(dts)                  |
| Otylia Grot                               | 21 lipca 1977(dts)                  |
| Michał Jakubiec                           | 21 lipca 1977(dts)                  |
| Zygmunt Kaim                              | 21 lipca 1977(dts)                  |
| Witold Lutosławski                        | 21 lipca 1977(dts)                  |
| Kazimierz Michałowski                     | 21 lipca 1977(dts)                  |
| Witold Nowacki                            | 21 lipca 1977(dts)                  |
| Stanisław Opałko                          | 21 lipca 1977(dts)                  |
| Szczepan Pieniążek                        | 21 lipca 1977(dts)                  |
| Stefan Pietrusiewicz                      | 21 lipca 1977(dts)                  |
| Bernard Słabkowski                        | 21 lipca 1977(dts)                  |
| Józef Tejchma                             | 21 lipca 1977(dts)                  |
| Jan Wasilkowski                           | 21 lipca 1977(dts)                  |
| Piotr Wasiluk                             | 21 lipca 1977(dts)                  |
| Wacław Barcikowski                        | 5 października 1977(dts)            |
| Stefan Ignar                              | 17 lutego 1978(dts)                 |
| Ryszard Nieszporek                        | 15 maja 1978(dts)                   |
| Józef Kępa                                | 18 maja 1978(dts)                   |
| Stanisław Szwalbe                         | 2 czerwca 1978(dts)                 |
| Antoni Korczyński                         | 30 czerwca 1978(dts)                |
| Sylwester Kaliski                         | 19 września 1978(dts) (pośmiertnie) |
| Jan Kwiatkowski                           | 15 maja 1979(dts)                   |
| Jan Anioła                                | 14 lipca 1979(dts)                  |
| Ignacy Brach                              | 14 lipca 1979(dts)                  |
| Henryk Cieśluk                            | 14 lipca 1979(dts)                  |
| Witold Dryll                              | 14 lipca 1979(dts)                  |
| Arkady Fiedler                            | 14 lipca 1979(dts)                  |
| Ryszard Frelek                            | 14 lipca 1979(dts)                  |
| gen. dywizji Mieczysław Grudzień          | 14 lipca 1979(dts)                  |
| gen. dywizji Zygmunt Huszcza              | 14 lipca 1979(dts)                  |
| Bolesław Iwaszkiewicz                     | 14 lipca 1979(dts)                  |
| Stanisław Jędras                          | 14 lipca 1979(dts)                  |
| Alojzy Karkoszka                          | 14 lipca 1979(dts)                  |
| Władysław Kozdra                          | 14 lipca 1979(dts)                  |
| Edmund Kujawa                             | 14 lipca 1979(dts)                  |
| Kazimiera Misiajak                        | 14 lipca 1979(dts)                  |
| Franciszek Murawski                       | 14 lipca 1979(dts)                  |
| Józef Ozga-Michalski                      | 14 lipca 1979(dts)                  |
| Józef Pińkowski                           | 14 lipca 1979(dts)                  |
| Roman Piotrowski                          | 14 lipca 1979(dts)                  |
| Marian Rożek                              | 14 lipca 1979(dts)                  |
| Franciszek Sielańczuk                     | 14 lipca 1979(dts)                  |
| gen. broni Florian Siwicki                | 14 lipca 1979(dts)                  |
| Dionizy Smoleński                         | 14 lipca 1979(dts)                  |
| Włodzimierz Sokorski                      | 14 lipca 1979(dts)                  |
| Karol Tkocz                               | 14 lipca 1979(dts)                  |
| Witold Trąmpczyński                       | 14 lipca 1979(dts)                  |
| Marian Weiss                              | 14 lipca 1979(dts)                  |
| Czesław Wiesebach                         | 14 lipca 1979(dts)                  |
| Stanisław Wroński                         | 14 lipca 1979(dts)                  |
| Zdzisław Żandarowski                      | 14 lipca 1979(dts)                  |
| Stefan Będkowski                          | 10 lipca 1980(dts)                  |
| Aleksander Burski                         | 10 lipca 1980(dts)                  |
| Ludwik Jaworski                           | 10 lipca 1980(dts)                  |
| Jan Kaczmarek                             | 10 lipca 1980(dts)                  |
| Kazimierz Kopecki                         | 10 lipca 1980(dts)                  |
| Stanisław Kowalczyk                       | 10 lipca 1980(dts)                  |
| Zygmunt Kubicki                           | 10 lipca 1980(dts)                  |
| Włodzimierz Lejczak                       | 10 lipca 1980(dts)                  |
| Lucjan Motyka                             | 10 lipca 1980(dts)                  |
| Romm Nowak                                | 10 lipca 1980(dts)                  |
| Tadeusz Pyka                              | 10 lipca 1980(dts)                  |
| Ambroży Rychlik                           | 10 lipca 1980(dts)                  |
| Janusz Wieczorek                          | 10 lipca 1980(dts)                  |
| Władysław Wojnarowicz                     | 10 lipca 1980(dts)                  |
| Józef Zieliński                           | 12 maja 1982(dts) (pośmiertnie)     |
| Jerzy Bukowski                            | 1 czerwca 1982(dts) (pośmiertnie)   |
| gen. broni Józef Baryła                   | 12 lipca 1984(dts)                  |
| Barbara Bąk                               | 12 lipca 1984(dts)                  |
| Czesław Bobrowski                         | 12 lipca 1984(dts)                  |
| Jadwiga Chojnacka                         | 12 lipca 1984(dts)                  |
| Halina Czerny-Stefańska                   | 12 lipca 1984(dts)                  |
| Bohdan Czeszko                            | 12 lipca 1984(dts)                  |
| Jan Dobraczyński                          | 12 lipca 1984(dts)                  |
| Gerard Gabryś                             | 12 lipca 1984(dts)                  |
| Jerzy Grzymek                             | 12 lipca 1984(dts)                  |
| Józef Janiszewski                         | 12 lipca 1984(dts)                  |
| Władysław Kaczorek                        | 12 lipca 1984(dts)                  |
| Janina Kalinowska-Góralska                | 12 lipca 1984(dts)                  |
| Tadeusz Koszarowski                       | 12 lipca 1984(dts)                  |
| Marian Kowalik                            | 12 lipca 1984(dts)                  |
| Edward Król                               | 12 lipca 1984(dts)                  |
| Stanisław Królik                          | 12 lipca 1984(dts)                  |
| Stanisław Lenczewski                      | 12 lipca 1984(dts)                  |
| Jan Mendalka                              | 12 lipca 1984(dts)                  |
| Antoni Paśko                              | 12 lipca 1984(dts)                  |
| Bogumił Paul                              | 12 lipca 1984(dts)                  |
| Marian Podkowiński                        | 12 lipca 1984(dts)                  |
| Edward Pustelnik                          | 12 lipca 1984(dts)                  |
| Bernard Rośkiewicz                        | 12 lipca 1984(dts)                  |
| Tadeusz Rut                               | 12 lipca 1984(dts)                  |
| Bolesław Strużek                          | 12 lipca 1984(dts)                  |
| Bogdan Suchodolski                        | 12 lipca 1984(dts)                  |
| Władysław Trybus                          | 12 lipca 1984(dts)                  |
| Marian Wróblewski                         | 12 lipca 1984(dts)                  |
| gen. broni Czesław Kiszczak               | 27 września 1984(dts)               |

### Pozbawieni orderu
W 1981 siedem osób pozbawiono orderów, obciążając je za zaistniały kryzys społeczno-ekonomiczny. Utracili je: Edward Babiuch, Zdzisław Grudzień, Franciszek Kaim, Włodzimierz Lejczak, Tadeusz Pyka, Jan Szydlak i Zdzisław Żandarowski. Poza tym z wyroku sądu w 1982 orderu został pozbawiony Józef Cichowłas.

## Opis odznaki
Odznaką Orderu Budowniczych Polski Ludowej jest wykonana ze złota ośmiopromienna gwiazda o średnicy 53 mm, między promieniami znajdują się pola w kształcie kielicha kwiatu, zwrócone do środka gwiazdy. Pola te na awersie pokryte są czerwoną emalią z prześwitami białej emalii. W środku awersu znajduje się okrągła tarcza pokryta szafirową emalią o średnicy 17 mm, z umieszczoną na niej postacią robotnika trzymającego w prawej ręce czerwony sztandar, a w lewej młot. Postać robotnika oraz młot są złote. Tarcza okolona jest dwoma ramkami: złotą i biało emaliowaną, umieszczonymi w ośmiobocznym obramowaniu. Na rewersie promienie gwiazdy są złote, bez emalii. Na środku jest okrągła tarcza o średnicy 19 mm emaliowana na czerwono z napisem PRL, koloru złotego (na orderach nadawanych do 1952 był napis RP). Projektantami orderu byli Michał Bylina i Wojciech Jastrzębowski.
Wstążka orderu miała szerokość 40 mm, koloru czerwonego z ciemnoniebieskimi paskami o szerokości 4 mm po bokach i białym paskiem o szerokości 10 mm pośrodku.
Order noszono na lewej stronie piersi, w kolejności jako pierwszy (od prawej strony).
W 1960 wprowadzono rozetkę na złotej podkładce (dla cywili). Według przepisów ubiorczych MON z 1961 i 1972 na baretce (dla mundurowych) umieszczano rozetkę na złotej podkładce; jednak w załączniku do uchwały Rady Państwa z 1977 przedstawiona jest baretka gładka.